# Sainte-Austreberthe (Pas-de-Calais)
Sainte-Austreberthe – miejscowość i gmina we Francji, w regionie Hauts-de-France, w departamencie Pas-de-Calais.
Według danych na rok 1990 gminę zamieszkiwało 408 osób, a gęstość zaludnienia wynosiła 110 osób/km² (wśród 1549 gmin regionu Nord-Pas-de-Calais Sainte-Austreberthe plasuje się na 847. miejscu pod względem liczby ludności, natomiast pod względem powierzchni na miejscu 788.).